# Reprezentacja Kosowa w piłce ręcznej mężczyzn
Reprezentacja Kosowa w piłce ręcznej mężczyzn – narodowy zespół piłkarzy ręcznych Kosowa. Reprezentuje swój kraj w rozgrywkach międzynarodowych. Od 20 września 2014 roku Kosowska Federacja Piłki Ręcznej (alb. Federata E Hendbollit E Kosoves) jest pełnoprawnym członkiem Europejskiej Federacji Piłki Ręcznej (EHF), a od 8 listopada 2015 roku pełnoprawnym członkiem Międzynarodowej Federacji Piłki Ręcznej (IHF).